# Classe W (sommergibile)
La classe W è stata una classe di sommergibili della Regia Marina, in precedenza appartenuta alla Royal Navy.

## Progetto, costruzione e caratteristiche
Costruiti come unità sperimentali su progetto francese Schneider-Laubeuf, erano unità a doppio scafo.
Lo scafo interno resistente aveva struttura a sezioni circolari leggermente schiacciate, mentre lo scafo esterno leggero aveva una forma affusolata, adatta a navigare agevolmente in superficie.
Nonostante si trattasse di una classe, le prime due unità (W 1 e W 2) presentavano varie differenze, specie nelle dimensioni, rispetto alle ultime due (W 3 e W 4), anche se le strumentazioni e le prestazioni erano pressoché uguali.
Dopo l'acquisto da parte italiana l'armamento fu incrementato con l'installazione di un pezzo contraereo.
In generale non risultarono unità molto riuscite, risultando poco manovriere ed afflitte da continui guasti ai motori diesel.

## Storia e unità
La classe era composta da quattro unità:
- W 1
- W 2
- W 3
- W 4

Prestarono servizio per la Royal Navy per un lasso di tempo variabile tra oltre un anno e pochi mesi, ad eccezione del W 4 che, alla cessione, non era ancora operativo.
Furono poi acquistati dalla Regia Marina, che intendeva rafforzare la propria componente subacquea.
Il W 4 ebbe assiduo impiego e scomparve con tutto l'equipaggio nell'agosto 1917, probabilmente saltato su una mina, mentre le altre tre unità passarono lunghi periodi ai lavori ed ebbero scarsa operatività; radiati nel 1919, furono avviati alla demolizione.